# Karl Amson Joel

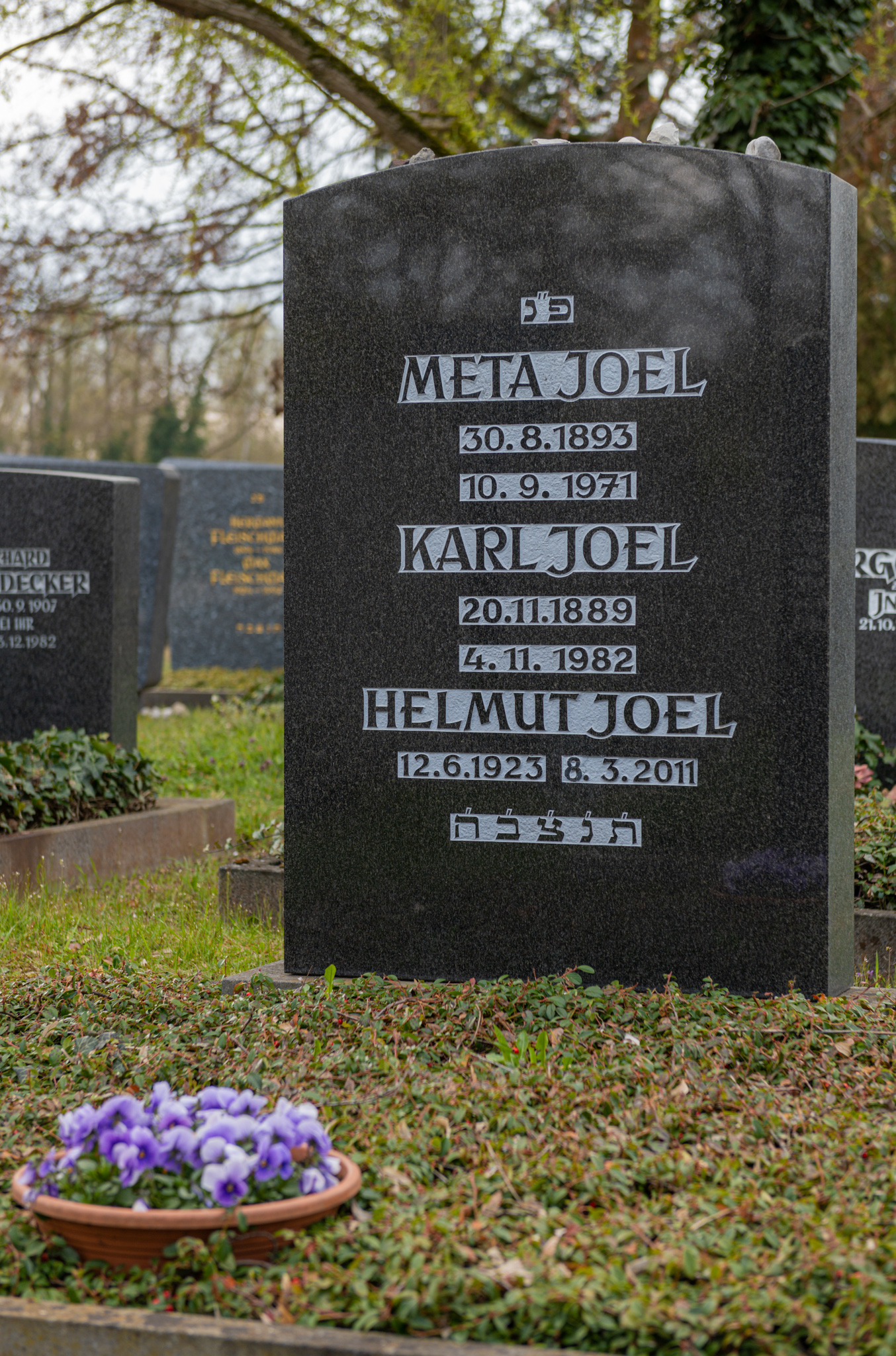
Familiengrabstelle auf dem Neuen Jüdischen Friedhof in Nürnberg

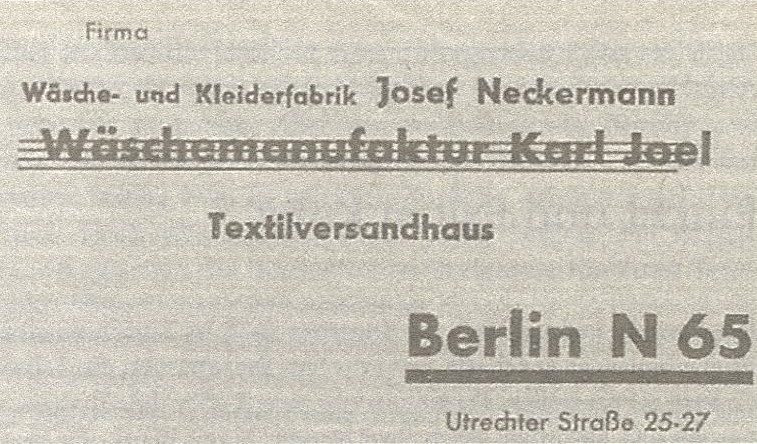
Arisierung

Karl Amson Joel (* 20. November 1889 in Colmberg; † 4. November 1982 in Wien, beigesetzt im Familiengrab in Nürnberg) war ein deutscher Textilkaufmann und -fabrikant.

## Leben
Der Sohn eines Textilhändlers gründete 1928 in Nürnberg einen Versandhandel für Haushaltstextilien und Bekleidung, 1929 begann er mit deren Fabrikation. Als erster Versand bot er auch aktuelle Modeartikel an, und bald gehörte sein Wäsche- und Konfektionsversandhaus neben Quelle, Witt Weiden und Schöpflin zu den Großen der Branche.
Nach der Machtübernahme der Nationalsozialisten war er als Jude zunehmend abstrusen Anschuldigungen und diffamierenden Angriffen des fränkischen Gauleiters Julius Streicher in dessen Zeitung Der Stürmer ausgesetzt. Deshalb zog er 1934 nach Berlin, wo er 1935 auf dem Osram-Gelände in Wedding Gebäude anmietete und neue Geräte für die Verpackung und den Transport anschaffte. Die Verlegung seiner Nürnberger Näherei mit 150 Mitarbeitern wurde ihm allerdings untersagt.
Als Folge der Nürnberger Rassengesetze nahmen jedoch auch in Berlin die Behinderungen (z. B. Kennzeichnung der Pakete mit „J“) und Boykottmaßnahmen (etwa durch „arische“ Zulieferfirmen) sowie der Druck, das Unternehmen zu „arisieren“, immer mehr zu. Schließlich musste er am 11. Juli 1938 sein Unternehmen weit unter Wert an Josef Neckermann verkaufen, der daraus den Neckermann-Versand schuf. Den ursprünglich vereinbarten Kaufpreis von 2,3 Millionen RM reduzierte Neckermann einseitig zunächst auf 1,14 Millionen RM. Er zog noch offene Verbindlichkeiten des Unternehmens ab, zudem sei das Inventar ursprünglich angeblich zu hoch bewertet gewesen (statt 200.000 RM nur 5.300 RM), und weitere 500.000 RM wolle er zunächst als Sicherheit für eventuell noch bestehende Forderungen zurückhalten.
Neckermann hatte den reduzierten Kaufpreis (1.079.960,70 RM) auf ein Treuhandkonto beim Bankhaus Hardy & Co. in Berlin entrichtet. Verfügungsberechtigter war Josef Neckermann. Karl Joel war im Juli mit seiner Frau Meta in die Schweiz geflüchtet, wo sein Sohn Helmut (nannte sich später Howard und kehrte zunächst als GI am Ende des Zweiten Weltkrieges nach Deutschland zurück) in einem St. Gallischen Schulinternat war. Dort wartete er aber vergeblich auf sein Geld, und eine Klage gegen die Bank wurde mit der Begründung abgewiesen, er sei „Devisenausländer“. Während Neckermann mit seiner Familie Joels Berliner Villa (samt einem Teil der Einrichtung) bezog, lebte Karl Joel mit seiner Familie mittellos in einer Zürcher Einzimmerwohnung.
Im August 1938 wurde ihm die deutsche Staatsangehörigkeit aberkannt und einen Monat darauf sein Unternehmen enteignet. Über Frankreich und England floh er nach Kuba. Schließlich gelang es ihm, in die USA einzureisen, wo er 1942 in New York mit der Herstellung von Haarschleifen begann.
Nach Wiederherstellung rechtsstaatlicher Verhältnisse in Deutschland nach dem Zweiten Weltkrieg gelang es Joel 1957, von Neckermann eine Entschädigung in Höhe von 2 Millionen DM für den Verkaufspreis seines Unternehmens zu erstreiten – ein Bruchteil des ursprünglichen Wertes und ohne Kompensation für entgangene Gewinne. Er kehrte 1964 gemeinsam mit seiner Frau Meta (1893–1971) nach Nürnberg zurück.
Durch seinen Sohn Helmut Joel (1923–2011) ist Karl Amson Joel Großvater des Musikers Billy Joel und des Dirigenten Alexander Joel, die Halbbrüder sind.

## Dokumentarfilm
Im Jahr 2001 wurde ein Treffen der Enkel-Generationen der Familien Joel und Neckermann arrangiert, das von der Dokumentarfilmerin Beate Thalberg festgehalten wurde. Das Treffen blieb ohne Ergebnis, die erhoffte Versöhnung der Familien blieb aus, da unter anderem die Nachfahren Josef Neckermanns, Lukas, Julia und Markus, keinen Grund sahen, sich vom Handeln ihres Großvaters zu distanzieren.
- Beate Thalberg: Die Akte Joel. Die Geschichte zweier Familien. Deutschland/Österreich 2001, auf YouTube
  - Neckermann, nicht möglich, Besprechung von Daniel Fersch in der taz, 19. Dezember 2001